# Karl Schörghuber

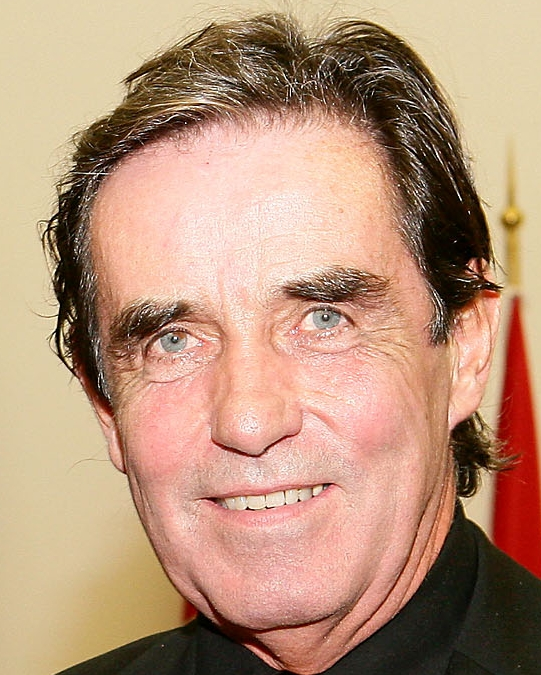
Karl Schörghuber (2009)

Karl Peter Schörghuber (* 24. April 1949 in Wels, Oberösterreich) ist ein österreichischer Stadtentwickler.

## Leben
Karl Peter Schörghuber wurde als Sohn des Zivilingenieurs für Hoch- und Tiefbau Karl Alois Schörghuber aus Wien und Hildegard Schörghuber, geborene Starke aus Karlsruhe, geboren.
Im Juni 1968 maturierte er in der Realschule in der Fadingerstraße in Linz. Anschließend studierte er von 1968 bis 1972 Sozial- und Wirtschaftswissenschaften an der Universität Linz mit Abschluss als Mag. rer. soc. oec. binnen 8 Semester, - und promovierte 1975 zum Doktor rer. soc. oec. über Faktorenanalyse einsetzbar für die Berechnung von Kaufkraft in der Region. Neben seinem Studium war er seit Dezember 1968 Mitarbeiter der Handelskammer Oberösterreich  in Linz, dann Leiter der Statistik in der wirtschaftspolitischen Abteilung bei Albert Leibenfrost, dem späteren Wirtschaftslandesrat in Oberösterreichs Landesregierung. Parallel dazu war er Lektor für Statistik an der Wirtschaftsuniversität in Linz bei Friedrich Sixtl.
Nach dem Studienabschluss erfolgte der Wechsel als Produktmanager in die Markenartikelindustrie, dann 1976 zur Raiffeisen-Zentralkasse OÖ. (die spätere Raiffeisen-Zentralbank OÖ.) in Linz. Er stieg zum Marketingleiter auf, der neben dem Bankmarketing zehn zu Raiffeisen gehörende bzw. in deren Einfluss stehende Unternehmen der Industrie, Tourismus und Dienstleistungen, betreute.
Seit 1983/1984 war er gewerblich mit dem „Marketing-Service“ in Linz selbständig und die Firma seit 1998 benannt in „Schörghuber & Partner Unternehmensberatung“. 1987 begann in Österreich die erste Beratung in Richtung Stadtmarketing und Citymanagement in Österreich in Vöcklabruck. 1994 wurde er als EU-Berater akkreditiert und gründete 1999 die gemeinnützigen Vereinigung „Infrapool“, ein „Netzwerk für Stadt- und Standortmarketing“.
1999 erfolgte die Eintragung in die Liste als allgemein beeideter und gerichtlich zertifizierter Sachverständiger (für Betriebsberatung, Wirtschaftswerbung, Marktforschung und Marketing). Die letzte 5-Jahres-Akkreditierung lief bis 31. Dezember 2021.
Innenstadtentwicklung ab 1987: 1994 gelang die erste Eröffnung eines „designten Frischemarktes“ in Traun, dann 1995 in Linz am Hauptplatz der Stadtmarkt. Diese neue Organisationsform eines Frischemarktes (nicht mehr nur „städtischer Bauernmarkt“...) kombiniert mit dem einheitlich durchgezogenen gelb-weißen Design, wurde anschließend in Märkteentwicklungen national von Lustenau bis Wien XXIII. Bezirk erfolgreich durchgezogen. Anschließend folgten noch designte Trödlermärkte als weiterer Marktbetriebstyp.
Im Jahr 2000 folgte dann erstmals national die Erhebung der Wochen-Fußgängerfrequenz in Innenstädten Österreichs als Kennzahlenerhebung. Ebenso gelang 2000 erstmals die Entwicklung einer der modernsten Erhebungen der Kaufkraft-Ströme nicht nur – wie bis dahin üblich – des Handels, sondern auch der immer wichtiger werdenden Gastronomie und Dienstleistungen.
Schörghuber war ab 2002 Aufsichtsratsvorsitzender der Klagenfurt Marketing GesmbH um das Stadtmarketing für die Landeshauptstadt Klagenfurt aufzubauen. 2003 wurde er Lektor an der Universität Krems im Lehrgang „Real Estate“ und Lehrbeauftragter für die Standortlehre sowie Betreuer von Diplomarbeiten an der Wiener Fachhochschule Fachrichtung Master Immobilienmanagement der Wiener Wirtschaftskammer. Als Professor emeritierte er im Lehrberuf mit 65 Jahren (neben der Beratungs- und Sachverständigentätigkeit).
Nach Studien in den USA entwickelte er 2002 das „BID-Modell“ (Business Improvement District - eingetragene Marke) als neuartige Entwicklungsform niedergehender Stadtviertel im deutschen Sprachraum. Die amerikanische BID-Methode einer auf öffentlichen und privaten Eigentümern basierenden wirtschaftlichen Viertelentwicklung wurde auf österreichische Verhältnisse gebracht. Innenstadtentwicklung mit mehrjähriger Betreuung nach dem BID-Modell wurde für die Städte Tulln in Niederösterreich, Völkermarkt in Kärnten, Vöcklabruck in Oberösterreich und Leibnitz in der Steiermark umgesetzt. BID und über 30 weitere Wissens-abgeleitete Marken aus verschiedensten Fachgebieten der Stadtentwicklung wurden beim österreichischen Patentamt als Marke angemeldet.

## Privat
Karl Schörghuber war in der Jugend als Tennisspieler die Nummer fünf in Oberösterreich, spielte in der Staatsliga beim Union Linzer Tennisverein in Linz  und gewann Preise bei nationalen Jugend-Tennisturnieren. Er war 10 Jahre Vorstand beim Union Linzer Tennisverein (ULTV) und wurde mit der goldenen Ehrennadel dieses Vereins für besondere Verdienste um die Sanierung des Vereinsquartiers.ausgezeichnet.
Schörghuber ist seit 1969 verheiratet. Er wohnte u. a. mit seiner Frau 1980 bis 2020 im Zaubertal (Entwicklung der „Villa Soleil de Provence“) bei Linz und seither mitten in der Altstadt von Linz: In einer nunmehr vom Ehepaar durch Entkernung sanierten Wohnung in einem Gebäude aus dem 14. Jahrhundert nahe dem Linzer Schloss.
Schörghuber hat drei Töchter und sieben Enkelkinder.

## Auszeichnungen und Ehrungen
- 2001 Berufstitel Professor im Zuge der Publizierung der Basisarbeit als Habilitation „Standortmarketing“, verliehen durch den Bundespräsidenten.
- 2004 für die Städte Zeltweg/Steiermark („modernster Marktplatz Österreichs“) und Tulln/Niederösterreich. „Masterplan für die Innenstadt“ Auszeichnung im Rahmen des bisher größten derartigen Wettbewerbes „WIR - Wirtschaft in der Region“ für Städte und Regionen in Österreich, gestiftet vom Präsidenten der Wirtschaftskammer Österreichs, Mag. Dr. Christoph Leitl, abgewickelt im Rahmen des österreichischen Wirtschaftsbundes.
- 2007 Auszeichnung durch das Amt der oö. Landesregierung für die Entwicklung der Innenstadt von Vöcklabruck/Oberösterreich im Rahmen des Projektes „Masterplans und BID ® für die Innenstadt“
- 2009 Auszeichnung mit dem Ehrenkreuz für Wissenschaft und Kunst durch den Bundespräsidenten
- 2019 Auszeichnung: Goldenes Ehrenzeichen für Verdienste um die Republik Österreich durch den Bundespräsidenten für das Lebenswerk als Innenstadtentwickler und den vielfältigen Umsetzungsprojekten in jeder dritten Stadt Österreichs.

## Publikationen
- Stadtmarketing. Baugesetze für die neue Attraktivität. Eigenverlag, Linz 1995, 752 S.
- Als Habilitation: Standortmarketing. Erkennen und Nutzen von Standortchancen. Vom Einzelstandort bis zur ganzen Stadt. Eigenverlag, Linz 2000, 1008 S.
- Stadterneuerung. Sex in die City statt tote Hose. Eigenverlag, Linz 2007, ISBN 978-3-9500392-2-1, 452 S.
- Der Macher. In: E. Mandl & F. Sabo (Hrsg.): Wie Wien wohnt - gestern, heute, morgen, Wien: Verlag Brandstätter, 2015, S. 62ff.

| Personendaten    | Personendaten                    |
| ---------------- | -------------------------------- |
| NAME             | Schörghuber, Karl                |
| ALTERNATIVNAMEN  | Schörghuber, Karl Peter          |
| KURZBESCHREIBUNG | österreichischer Stadtentwickler |
| GEBURTSDATUM     | 24. April 1949                   |
| GEBURTSORT       | Wels (Stadt), Oberösterreich     |